# H-II运载火箭
H-II运载火箭（  H-II ）是日本的卫星发射运载器，在1994年至1999年间发射了七次，成功五次。由NASDA研发，用于满足日本1990年代发射大型卫星的需要。是日本第一次采用自主技术研制的液態燃料火箭。它由于可靠性和成本问题而被H-IIA取代。

## 背景
在H-II火箭火箭之前，NASDA必须在液態燃料火箭上使用美国许可的元件。之前的H-I的关键技术来自三角洲系列运载火箭。H-I也有一些自主研发的元件如第二级的LE-5发动机和惯性导航系统。H-II火箭在此基础上自主研发了用于第一级LE-7液体燃料发动机和固体助推器。
根据NASDA的消息，H-II的研发基于以下政策：
1. 用日本的航天技术研发运载火箭。
2. 利用已有技术来缩短研发周期并降低成本。
3. 研发一款可以从種子島宇宙中心发射的运载器。
4. 采用一套顾及主系统和子系统效率的设计标准。保证研发顺利安全地进行。

## 历史
H-II的关键技术是一级发动机LE-7。始于1984年的LE-7发动机研发并非一帆风顺，其研制期间发生多起爆炸事故。1991年，LE-7发动机主喷油器在进行压力测试时发生爆炸，导致一名三菱重工科研人员死亡。最终在延期2年后，LE-7在1994年才完成第一台发动机研制。
1990年，火箭系统公司成立以承接以后的发射任务。
1994年，NASDA第一次成功发射H-II火箭，在1997年前一共成功发射了5次。然而，每次发射耗费190亿日圆（约13亿人民币），比起国际竞争者如阿丽亚娜系列运载火箭算十分昂贵。于是新一代H-IIA火箭开始研制以降低发射费用。
1998年的第6次飞行（F5）和次年的第7次飞行（F8）导致H-II火箭的终结。为了调查故障的原因以及为H-IIA筹备资源，NASDA取消了原计划的第8次飞行（F7）。

## H-II火箭飞行记录
| 飞行           | 日期           | 载荷简称                | 载荷全称                        | 轨道 | 结果             |
| -------------- | -------------- | ----------------------- | ------------------------------- | ---- | ---------------- |
| TF1 (测试飞行) | 1994年2月4日   | Ryūsei                  | OREX (轨道再入实验)             | LEO  | 成功             |
| TF1 (测试飞行) | 1994年2月4日   | Myōjō                   | VEP (运载器载荷评估)            | GTO  | 成功             |
| TF2            | 1994年8月28日  | 菊六號                  | ETS-VI (Satellite-VI技術試驗)   | GEO  | 成功             |
| TF3            | 1995年3月18日  | 向日葵5號               | GMS-5 (地球静止轨道气象卫星)    | GEO  | 成功             |
| TF3            | 1995年3月18日  |                         | SFU (Space Flyer Unit)          | LEO  | 成功             |
| F4             | 1996年8月17日  | 綠號                    | ADEOS (先进地球观测卫星)        | LEO  | 成功             |
| F4             | 1996年8月17日  | Fuji 3                  | Fuji OSCAR 29, JAS-2            | LEO  | 成功             |
| F6             | 1997年11月27日 |                         | 热带雨林观测任务                | LEO  | 成功             |
| F6             | 1997年11月27日 | 菊七號(子衛星牛郎‧織女) | ETS-VII (Satellite-VII技術試驗) | LEO  | 成功             |
| F5             | 1998年2月21日  | 架橋號                  | COMETS (通信和广播技術試驗卫星) | GEO  | 未达到预定轨道   |
| F8             | 1999年11月15日 | 未來號                  | 多功能传输卫星                  | GEO  | 发动机故障，自毁 |
| F7             | 取消           | 綠二號                  | ADEOS-II (先进地球观测卫星II)   |      | 取消             |
| F7             | 取消           | μ-LabSat                |                                 |      | 取消             |

## 图片

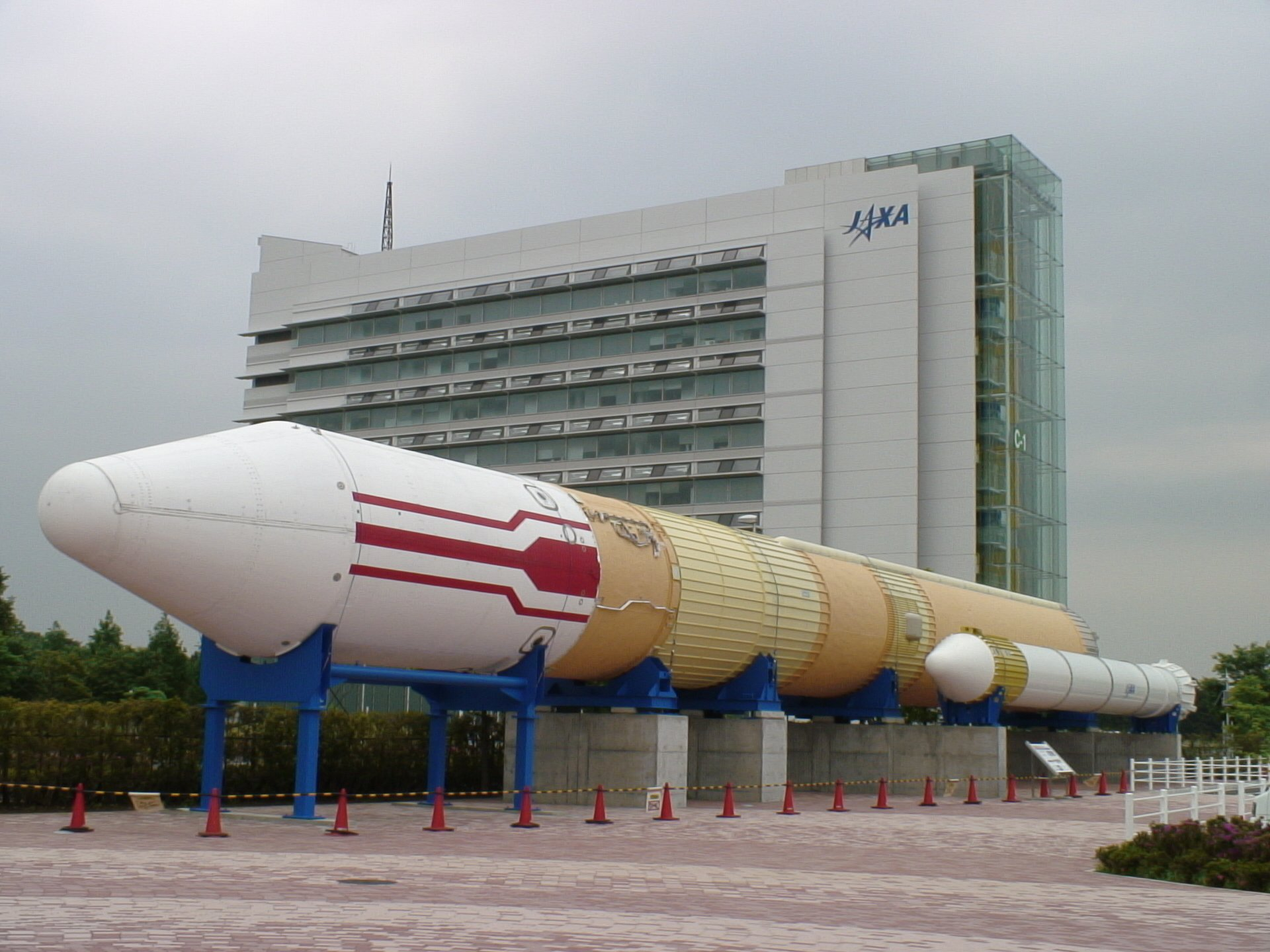
H-II地面测试，现安放在筑波宇宙中心
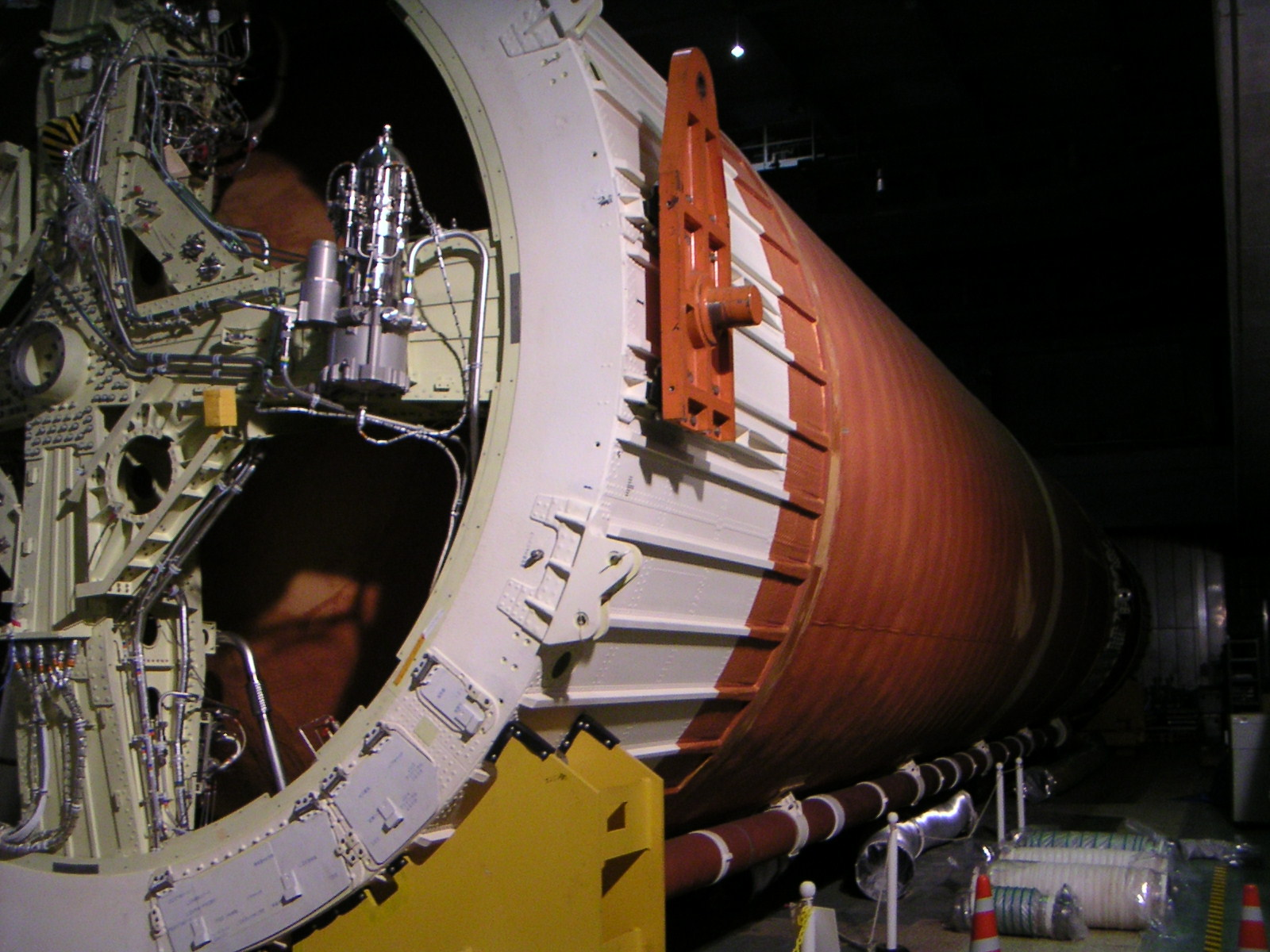
被取消的第7次飞行的H-II的第一第二级，现安放在種子島宇宙中心厂房内